# Aciagrion borneense
Aciagrion borneense là một loài chuồn chuồn kim trong họ Coenagrionidae.
Aciagrion borneense được Ris miêu tả khoa học năm 1911.